# ジル・ド・レ

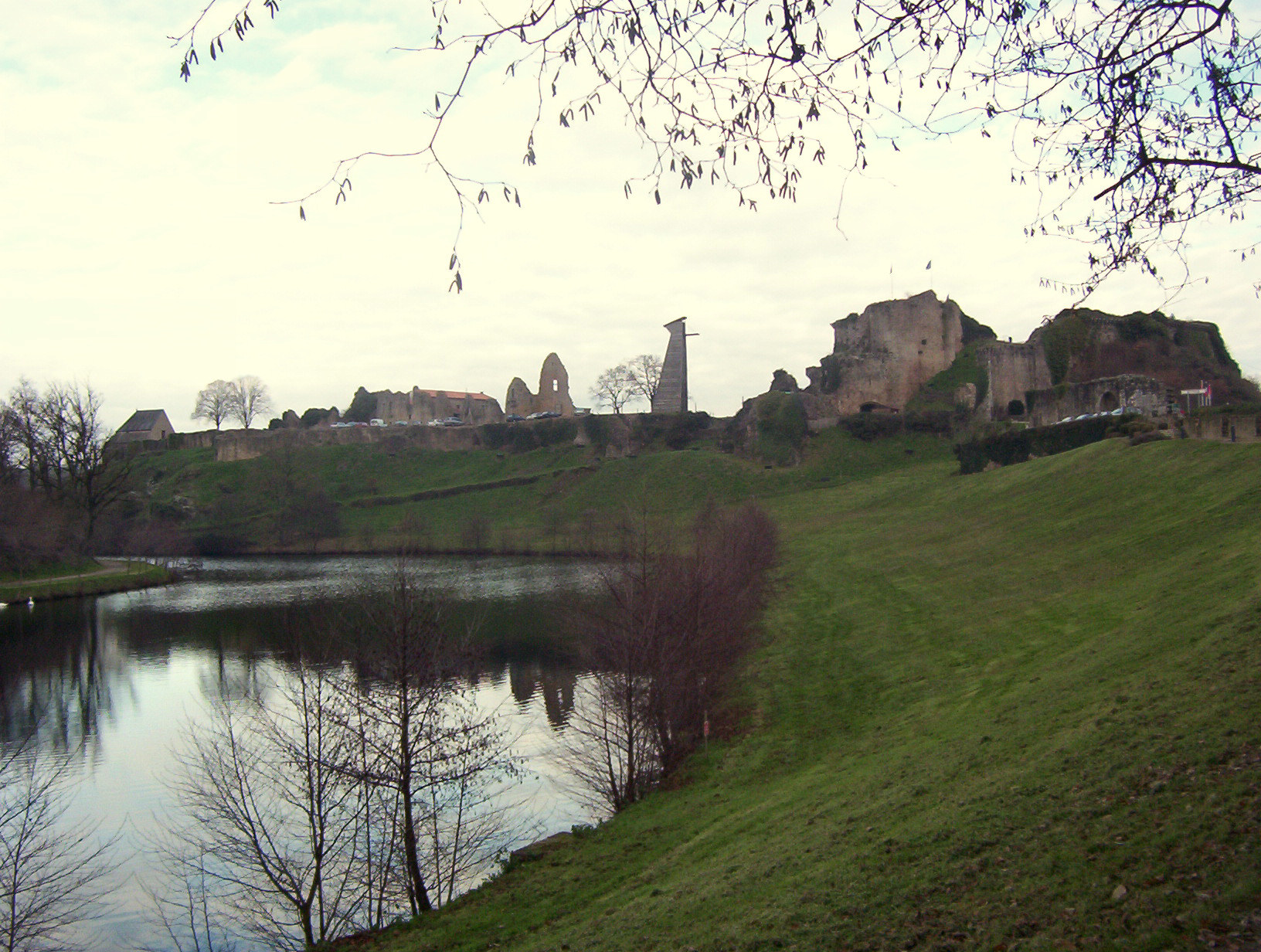
居城の1つティフォージュ城。

ジル・ド・レ（Gilles de Rais, 1405年 頃 およそ - 1440年10月26日、ジル・ド・レーとも）は、百年戦争期フランスの貴族・軍人。ブルターニュ地方ナントの貴族、レ（Rais、地名）男爵。フランス元帥。ギー2世・ド・ラヴァル（ギー・ド・レ）とマリー・ド・クランの息子で父方の祖父はギー・ド・ラヴァル、母方の祖父はジャン・ド・クラン、曾祖父はピエール・ド・クラン。フランス王国軍司令官ベルトラン・デュ・ゲクランの曾姪孫に当たる。
レは所領の名前で、本名はジル・ド・モンモランシー＝ラヴァル（Gilles de Montmorency-Laval）である。

## 経歴

### 若年期
ジル・ド・レは1405年頃、シャントセ（現シャントセ＝シュル＝ロワール）の城で生まれた。父の家系はブルターニュ地方に根を張る貴族であると同時に、代々アンジュー領主に仕える家柄でもある。また父は遠縁のレ家の養子に入り、姓をラヴァルからレに改姓して所領を拡大した。母の実家もブルターニュ・アンジューとの関係が深く、ジルはこの2つの家系が合体して出来た、ロワール川とその支流のセーヴル・ナンテーズ川双方に跨る広い領土を受け継ぐことになるのである。
しかし、母のクラン家には問題人物が多い。筆頭がジルの曾祖父に当たるピエール・ド・クランで、アンジュー公ルイ1世の家臣であるにもかかわらず、主君がイタリア遠征に出陣するとその軍資金を横領したり、1392年にブルターニュ公ジャン4世に唆されフランス大元帥オリヴィエ・ド・クリッソンの暗殺未遂事件を起こすなど筋金入りの悪党だった。息子でジルの祖父ジャン・ド・クランはギー2世・ド・ラヴァルと養家とのトラブルで仲裁に乗り出し、解決の見返りに娘マリー・ド・クランをギー2世に嫁がせ、2人の間に生まれたジルが領地を全て相続出来るように取り計らった。やがて祖父も悪行を重ね、強引で手段を選ばない領土拡大策を繰り返すことになり、それはジルにも大きな影響を与えていった。
ジルは父がつけた家庭教師の下で順調に育つが、1415年初め、11歳の時に母が死去。同年9月28日、父も狩猟中に事故死して環境が一変。幼くして両親を失い、父の遺言で禁じられていたにもかかわらず、弟ルネともども祖父に引き取られた。後見人となった祖父からは溺愛され甘やかされて育ったといわれ、家庭教師をつけられず、父の遺言にあった教育方針は祖父に無視され、放任されたといわれる。後にジルも裁判の証言で祖父の放任主義を認めている。
祖父は領地を広げるためジルを政略結婚の手駒に使い、1417年と1419年に2度婚約、1度目のジャンヌ・ペインル（1413-1457, フルク6世・ペインル（1413没）の娘）との婚約は高等法院に認められず、2度目のベアトリス・ド・ロアン（ロアン子爵アラン9世とマルグリット・ド・ブルターニュ（ブルターニュ公ジャン4世の娘）の娘）との婚約は婚約者の死亡で挫折するが、1420年11月22日にジルを近隣の領主の息女カトリーヌ・ド・トアールと無理やり結婚させた。両家が遠縁にある（共通の高祖父アモーリ3世・ド・クランを持ち教会法の親等計算では4親等の近親婚にあたる）ため許可の複雑な手続きを嫌った祖父は、カトリーヌを誘拐してジルと強引に結ばせ既成事実を持たせた略奪婚を実現させた。同年2月にブルターニュ公ジャン5世（ジャン4世の長男）がクリッソンの娘マルグリットらパンティエーヴル家に誘拐され、ジャン5世の妻ジャンヌ・ド・フランスを始めとするモンフォール家がジャン5世の釈放を要求してブルターニュ中に非難が巻き起こると、祖父はモンフォール家に味方してパンティエーヴル家と交戦した。7月にマルグリットが降伏してジャン5世が釈放、ジルはこの紛争で初陣を飾ったとする説があるが具体的な資料は確認されていない。
ジルも祖父のこうした行いを学び、1423年には姑ベアトリスを誘拐してセーヴル・ナンテーズ川上流のティフォージュ・プゾージュの割譲を要求、ベアトリスが拒否すると兵を差し向け占領する、王国から事実確認の官僚が派遣されても追い返すなどの悪行を重ねている。

### 活躍
成長し軍人となると、1424年に宮廷入りを果たした。これは祖父のコネがあり、ブルターニュとフランスを結び付けようと奔走するフランス王シャルル7世の姑ヨランド・ダラゴンに協力した祖父の意向が働き、1425年にジャン5世がシャルル7世と同盟を結び、1427年に祖父はヨランドの長男のアンジュー公ルイ3世の副司令官に任命、ジルも遠縁でシャルル7世の側近ジョルジュ・ド・ラ・トレモイユに重用され、アンジュー軍を動員出来る立場に出世、同年に初陣を飾った。
1429年のオルレアン包囲戦でジャンヌ・ダルクに協力し、ラ・イル、ジャン・ポトン・ド・ザントライユ、ジャン・ド・デュノワ、アランソン公ジャン2世、アンドレ・ド・ラヴァル、アルテュール・ド・リッシュモンらと共にパテーの戦いに参加して戦争の終結に貢献し「救国の英雄」とも呼ばれた。初めジルはラ・トレモイユにジャンヌの監視を命じられていたが、いつしかジャンヌに感化され協力的になったといわれる。7月17日のシャルル7世のランス大聖堂の戴冠式に出席、元帥に列せられる名誉を与えられたが、ジャンヌとは9月のパリ包囲戦を最後に別れ、以後ジルは所領に引き下がり目立った軍事活動は行っていない。

### 荒んだ生活
ジャンヌが捕らえられたことで、ジルの心は次第に荒んでいった。領地に戻るとジルは時々ラ・トレモイユの命令で土地を奪ったり、1431年5月にイングランドに捕縛されたジャンヌの救出を試みルーアンを攻撃したり、1431年に関係が悪化したジャン5世とシャルル7世の仲立ちを祖父と一緒に行うなどしたが、主な活動として湯水のように財産を浪費し錬金術に耽溺。財産目当てのフランソワ・プレラーティら詐欺師まがいの「自称」錬金術師が錬金術成功のために黒魔術を行うよう唆したことも加わり、手下を使って、何百人ともいわれる幼い少年たちを拉致、虐殺した。ジルは、錬金術成功という「実利」のためだけではなく、少年への凌辱と虐殺に性的興奮を得ており、それにより150人から1,500人もの犠牲者が出たと伝えられている。
一方、宮廷ではラ・トレモイユとリッシュモン大元帥の主導権争いが激化、互いの所領を攻撃していたが、1432年にヨランドの取り成しで和睦したのもつかの間、翌1433年にリッシュモンとヨランドがクーデターを起こしラ・トレモイユは失脚、リッシュモンが宮廷を掌握して対イングランド作戦を指揮することになる。ジルは政争に関わっていなかったが、1432年に祖父が死去、続いてラ・トレモイユが追放されたことにより彼の立場は悪化、リッシュモン台頭後は宮廷へ出仕せず、浪費生活を送っては資金繰りに窮し借金を重ねていった。
1434年9月から翌1435年8月にオルレアンで滞在、そこでかつての栄光を振り返る行動に出た。マシュクールに建立したサン＝ジノサン礼拝堂の建設費用負担と聖歌隊組織、劇団を招き入れオルレアン包囲戦を題材にした劇の上演で費用を傾け、領地や城を片っ端から売却して品物も抵当に入れ、8月にようやくオルレアンを後にした。こうしたジルの浪費に不安を覚えた弟ルネやかつての戦友で同族のアンドレ・ド・ラヴァルらラヴァル家はシャルル7世に願い出てオルレアン滞在中の7月2日にジルを禁治産者に指定、領地を売り払えないように処置した。
だが、ジャン5世だけはブルターニュ領内にあるジルの領地差し押さえを狙い彼と交渉して買収工作を進め、そうはさせじとルネとアンドレら同族達はジャン5世と対立、1437年にラヴァル家はアンジュー公ルネ（ルイ3世の弟）と結託してジルの故郷で居城のシャントセを占領する。アンジューとブルターニュの全面衝突が近付く中、ジャン5世の弟であるリッシュモン大元帥が仲裁に動き、1438年に紛争は収まったかに見えたが、この頃に少年虐殺が頻繁に行われた疑いがあり、ナントを中心とする地域で子供の行方不明事件が相次いで報告されている。また、ラヴァル家がシャントセを占領した際に子供達の白骨が発見されたが、ジルの家臣に城を奪い返されそれらは処分されたという。1439年になるとジルは世間からほとんど忘れ去られ、ジャンヌを名乗る女性に若干の兵を与えた（後に偽者と判明）、ジャン5世と会見したほかは少年誘拐の黒い噂が付き纏う以外に目立った活動はしていない。

### 逮捕と処刑

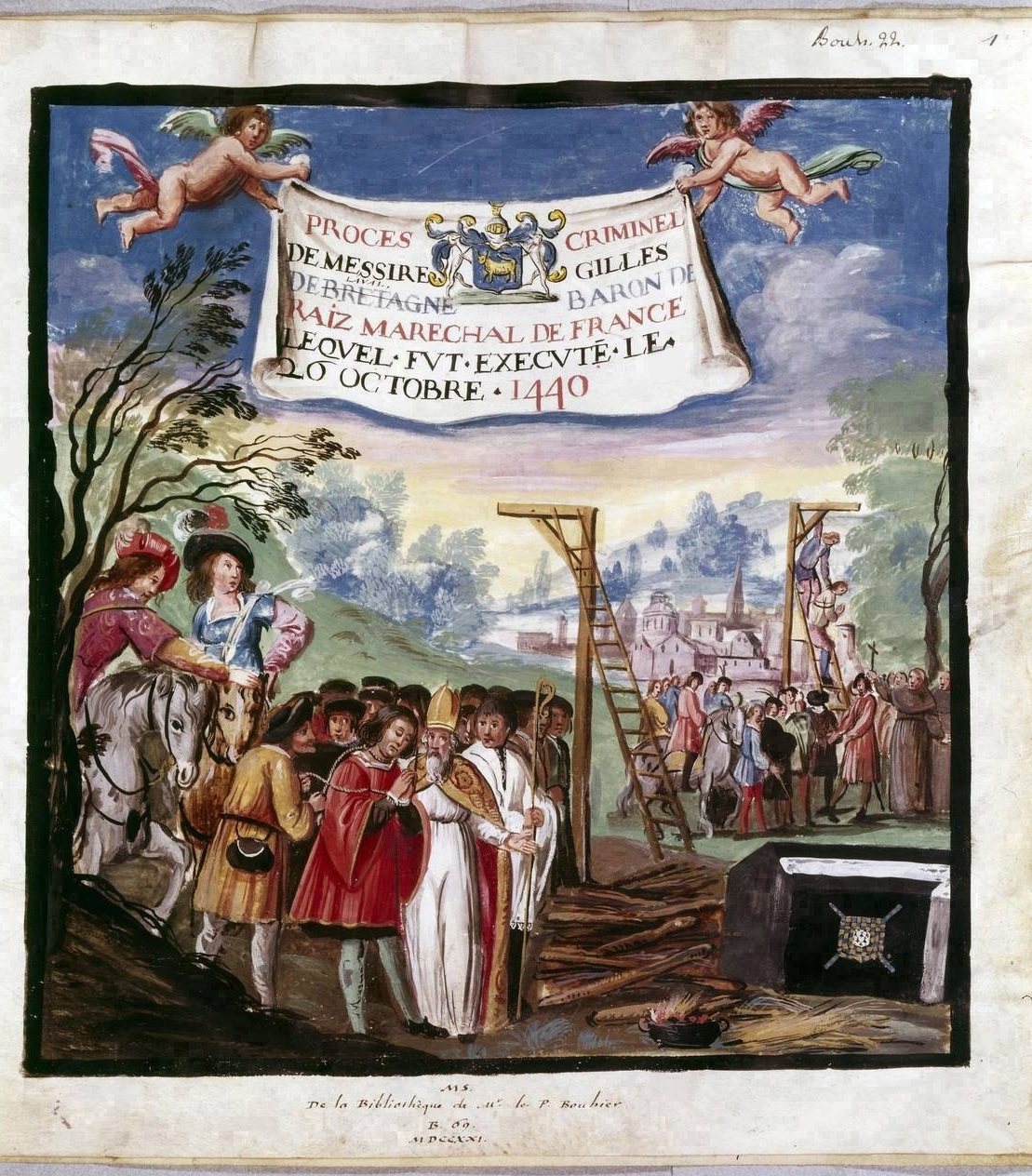
ジル・ド・レの処刑を描いた絵

1440年5月15日、所領を巡る争いからサン＝テティエンヌ＝ド＝メール＝モルトの聖職者を拉致・監禁したことから、告発され捕らえられる。この領地は1438年にジルがジャン5世に売っていたが、ブルターニュから派遣された家臣が厳しく税を取り立てたことに憤慨したジルが暴挙に出たのだが、これはまさにジャン5世の思う壺に嵌った。直ちに家臣のナント司教ジャン・ド・マレストロワがジルの身辺調査に乗り出し、7月29日に告発状が公布され、9月15日に逮捕されたジルはナント宗教裁判所へ出頭した。
公開裁判では、全てを告白し泣きながら懺悔し、その場にいた人間たちに許しを請うた。このため10月26日に絞首刑になり死体が火刑になった。火刑の際にジルの魂が救われるよう、民衆が祈りを捧げたという。
ただし、ジルの評伝の一部は宗教裁判の審理において述べられたものであり、裁判官である司祭（財産を狙う政敵達で、大半がマレストロワを主としたジャン5世の家臣や身内）により故意に誇張された一面があることも否定できない。また、ジャンヌが異端として捕らえられ、火炙りになったことから精神を病んだのだとも言われる。

## 死後
ジルをけしかけ犯罪へ導いたフランソワ・プレラーティは黒魔術への関与を認めたため終身刑に服したが、脱獄してアンジュー公ルネに上手く取り入り町の代官となった。しかし、1445年に捕らえられ絞首刑を執行された。他の共犯者は逃げ延びたとされるが、その足取りは定かでない。裁判前、ジャン5世はリッシュモン大元帥を通してシャルル7世の意向を探り裁判に介入されることを嫌ったが、リッシュモンからその意図が無いことを知らされ安堵、裁判後はブルターニュ領内のジルの領地を没収、一部は感謝を込めてリッシュモンに分け与えている。
ジルの遺族は裁判後も生き延び、妻カトリーヌはシャルトルの貴族と再婚、娘マリーはジルの遺産を受け継ぎ、1444年にシャルル7世の側近でリッシュモン大元帥の配下プレジャン・ド・コワティヴィーと結婚、コワティヴィーは領地保全に全力を尽くし、ブルターニュ領内の遺領は没収されたが、その他の土地は守り抜いた。だが、1450年にコワティヴィーがノルマンディーで戦死するとマリーは彼の親族との遺産相続争いに巻き込まれ、完全に領土を取り戻せなかった。1451年にアンドレ・ド・ラヴァルと再婚したが、1457年に子供が無いまま死去、遺領は叔父ルネに受け継がれた。ルネはブルターニュに対し所領返還訴訟を起こしたが決着が付かず1473年に死去、以後の系譜ははっきりしない。
ジルは後にペローの童話に登場する殺人鬼青ひげのモデルとなったと言われている。

## ジル・ド・レが主題の作品

### ノンフィクション
- ジョルジュ・バタイユ『ジル・ド・レ論―悪の論理─』
- レナード・ウルフ『青髯ジル・ド・レー―悪魔になったジャンヌ・ダルクの盟友』
- 澁澤龍彦『異端の肖像』（幼児殺戮者）『黒魔術の手帖』
- 清水正晴『《青髯》 ジル・ド・レの生涯』現代書館、1996年。

### 小説
- ミシェル・トゥルニエ『聖女ジャンヌと悪魔ジル』
- ジョリス＝カルル・ユイスマンス『彼方』
- 佐藤賢一『傭兵ピエール』
- 篠田真由美『彼方より』
- 藤本ひとみ『聖女ジャンヌと娼婦ジャンヌ』
- 宇月原晴明『聚楽〜太閤の錬金窟〜』
- 春日みかげ『ユリシーズ ジャンヌ・ダルクと錬金の騎士』
- 虚淵玄『Fate/Zero』

### 映画
- 『ジャンヌ・ダーク』（1948年・アメリカ、演：ヘンリー・ブランドン）
- 『聖女ジャンヌ・ダーク』（1957年・英米合作、演：David Oxley）
- 『ジャンヌ 愛と自由の天使／ジャンヌ 薔薇の十字架（フランス語版）』（1994年・フランス、演：Bruno Wolkowitch） - 二部構成で、日本ではオリジナルより短い短縮バージョンが公開。完全版は『ジャンヌ・ダルク/I 戦闘　II 牢獄』の邦題で公開。
- 『ジャンヌ・ダルク』（1999年、米仏合作、演：ヴァンサン・カッセル）
- 『ジャンヌ（フランス語版）』（2019年・フランス、演：ジュリアン・マニエ）

### 漫画
- 荻野真『孔雀王　退魔聖伝』
- 諸星大二郎『青ひげおじさん』
- 三山のぼる『メフィスト』
- 有村しのぶ『青い牙』
- 安彦良和『ジャンヌ』
- 大西巷一『ダンス・マカブル〜西洋暗黒小史〜』
- 平野耕太『ドリフターズ』
- 美内すずえ『白ゆりの騎士』
- 宮脇明子『ジル・ド・レ』
- 岡児志太郎　『デゾルドル』講談社、月刊モーニングtwo、2017年-連載中

### ゲーム
- JEANNE D'ARC
- BLADESTORM 百年戦争